# Periscyphis abyssinicus
Periscyphis abyssinicus är en kräftdjursart som beskrevs av Franco Ferrara1972. Periscyphis abyssinicus ingår i släktet Periscyphis och familjen Eubelidae. Inga underarter finns listade i Catalogue of Life.